# Микки Маус (мультсериал, 2013)
Микки Маус (англ. Mickey Mouse) — американский анимационный сериал, произведённый Disney Television Animation. Главные герои — Микки Маус, Минни Маус, Дональд Дак, Дейзи Дак, Гуфи и Плуто, которые попадают в современный мир (Париж, Венеция, Токио, Нью-Йорк).
Третий эпизод, «Триумфальный круассан», был впервые выпущен в качестве специального превью 12 марта 2013 года на Disney.com. Официальная премьера сериала состоялась 28 июня 2013 года на телеканале Disney Channel. Всего в первом сезоне вышло 18 серий, а во втором сезоне, премьера которого состоялась 11 апреля 2014 года 19 серий. Премьера третьего сезона состоялась 17 июля 2015 года, в эфир вышло 20 серий. Премьера четвёртого сезона состоялась 9 июня 2017 года, в эфир вышло 19 серий. Премьера пятого сезона состоялась 6 октября 2018 года, в эфир вышло 18 серий.

## Роли озвучивали
- Крис Диамантопулос в роли Микки Мауса[5][6]
- Расси Тейлор в роли Минни Маус и Хьюи, Дьюи и Луи[5][7]
- Тони Ансельмо в роли Дональда Дака[5]
- Билл Фармер в роли Гуфи и Плуто[5]
- Тресс Макнилл в роли Дейзи Дак[5] и Чипа
- Джим Каммингс в роли Пита
- Кори Бёртон в роли Людвига фон Дрейка и Дейла
- Эйприл Уинчелл в роли Кларабель Кау
- Алан Янг (2015—2016) и Джон Кассир (2016—2019) в роли Скруджа Макдака

## Эпизоды
| Сезон | Серии | Серии | Даты показа    | Даты показа     |
| Сезон | Серии | Серии | Первая серия   | Последняя серия |
| ----- | ----- | ----- | -------------- | --------------- |
| 1     | 18    | 18    | 28 июня 2013   | 7 марта 2014    |
| 2     | 19    | 19    | 11 апреля 2014 | 9 июня 2015     |
| 3     | 20    | 20    | 17 июля 2015   | 29 июля 2016    |
| 4     | 19    | 19    | 9 июня 2017    | 14 июля 2018    |
| 5     | 18    | 18    | 6 октября 2018 | 20 июля 2019    |

## Медиа
Некоторые серии сериала доступны на DVD. Сериал доступен в цифровом формате в формате HD. Выпущено 10 выпусков со всеми эпизодами.

## Аттракцион и тематический парк
15 июля 2017 года было объявлено, что аттракцион на тему Микки Мауса под названием «Сбежавшая железная дорога Микки и Минни» заменит The Great Movie Ride в голливудских студиях Disney в Walt Disney World. Позже, 19 апреля 2019 года, было объявлено, что аттракцион откроется в секции Mickey’s Toontown в Диснейленде на курорте Диснейленд, запланированная дата открытия — 2022 год. Это первый аттракцион, посвящённый Микки Маусу, во всем мире Disney. Непосредственно основан на сериале и включает в себя гостей, которые смотрят премьеру нового мультфильма Микки Мауса, а затем входят в сам мультфильм. Творческая команда шоу, включая Пола Рудиша, Джозефа Холта и композитора Кристофера Уиллиса, в сотрудничестве с Walt Disney Imagineering создала аттракцион, который открылся 4 марта 2020 года в Disney’s Hollywood Studios.

## Трансляции
| Страна   | Телеканал и видеосервис | Дубляж      | Иностранное название | Голос Микки Мауса                         |
| -------- | --- | ----------- | -------------------- | ----------------------------------------- |
| США      | Disney Channel, BBC One, BBC Two, Cartoon Network, Channel 4, CTV Comedy Central, Eleven, Fox8, Four, FX Canada, Freeform, FXX, Global Television Network, Citytv, KTUD-LD, Much, Network Ten, OMNI Television, RTÉ2, Sky 5, Sky One, Sky Showcase, STAR World, Xing Kong, Teletoon, TVNZ 2, Three, 4Seven, MyNetworkTV, TVNZ Duke, M-Net, Channel 5, ATV World, ViuTVsix, ABC TV, FBC TV, AFN Spectrum, Disney+, Disney+ Hotstar, Hulu, Star+ | оригинал    | Mickey Mouse         | Крис Диамантополус (Chris Diamantopolous) |
| Канада   | Super Écran, Télétoon, V, Disney+, Star+ | французский | Mickey Mouse         |                                           |
| Франция  | 2M, Canal+, Canal+ Family, Club RTL, France 3, M6, Plug RTL, W9, 6ter, Tipik, MCM, Disney+, Star+ | французский | Mickey Mouse         |                                           |
| Австрия  | ORF 1, Disney+, Star+ | немецкий    | Micky Maus           |                                           |
| Германия | 3+, 4+, Fox Kids/Jetix, 7+, ORF 1, ProSieben, ProSieben Maxx, ProSieben Fun, ProSieben Schweiz, Premiere, Puls 8, SRF Zwei, TV24, TV25, Sat.1 Comedy, ZDF, Disney+, Star+ | немецкий    | Micky Maus           |                                           |
| Украина  | ПлюсПлюс, НЛО ТВ | украинский  | Міккі Маус           |                                           |

## Награды и номинации
- 2013 — Премия Primetime «Эмми»[22][23]
- 2013 — Награда Национального общества карикатуристов
- 2014 — Энни Награды[24]
- 2014 — Премия «Эмми» в прайм-тайм[25][26]
- 2015 — Энни Награды[27]
- 2015 — Международный фестиваль анимационных фильмов в Анси
- 2015 — Премия Primetime Creative Arts Emmy Awards
- 2016 — Энни Награды
- 2017 — Энни Награды[28][29]
- 2017 — 69-я премия Primetime Emmy Awards
- 2018 — Энни Награды
- 2018 — Премия Эмми
- 2019 — Энни Награды
- 2019 — Премия Эмми
- 2020 — Энни Награды[30][31]
- 2020 — Премия Эмми[32]